# Parastesilea grisescens
Parastesilea grisescens là một loài bọ cánh cứng trong họ Cerambycidae.